# Paterna de Rivera
Paterna de Rivera és una localitat de la província de Cadis, Andalusia, Espanya. És proper a Alcalá de los Gazules, Medina-Sidonia i Jerez de la Frontera.